# Dhairing
Dhairing (en népalais : धाइरिङ) est un comité de développement villageois du Népal situé dans le district de Parbat. Au recensement de 2011, il comptait 3 456 habitants.